# Andrea
Andrea je moško ali žensko osebno ime.

## Izvor imena
V Sloveniji je ime Andrea različica tako ženskega kakor tudi moškega osebnega imena Andreja oziroma Andrej. Enako je tudi v nekaterih drugih državah, predvsem v Italiji in pri nekaterih narodih, kjer govorijo romanske jezike. V Angliji, Madžarski, Nemčiji, Nizozemski in Skandinavskih državah je ime Andreja žensko ime.

## Pogostost imena
Po podatkih Statističnega urada Republike Slovenije je bilo na dan 31. decembra 2007 v Sloveniji število moških oseb z imenom Andrea 40, ženskih pa 196.

## Osebni praznik
Osebe z imenom Andrea lahko godujejo takrat kot osebe z imenom Andrej.